# Boyd K. Packer
Boyd Kenneth Packer (né le 10 septembre 1924 à Brigham City, dans l’Utah, aux États-Unis et mort le 3 juillet 2015  à Cottonwood Heights) est un leader religieux américain et ancien éducateur.
Le 9 avril 1970, il est devenu apôtre de l’Église de Jésus-Christ des saints des derniers jours après la mort de David O. McKay.
En 1961, Boyd K. Packer devient représentant régional des Douze. En 1970 il devient membre du Collège des Douze. Plus récemment, il devient président suppléant du Collège des douze apôtres, suppléant ainsi à Thomas S. Monson qui à l'époque ne remplit pas sa fonction de président du Collège des Douze puisqu'il est nommé membre de la Première Présidence de l'Eglise.

## Jeunesse et études
Boyd K. Packer, né à Brigham City, en Utah, est le dixième des onze enfants de Ira W. Packer et Emma Jensen. En 1947, il a épousé Donna Smith dans le temple de Logan en Utah. Ils sont les parents de dix enfants et grands-parents de 50 petits-enfants.
De 1942 à 1946, Boyd K. Packer a servi dans la United States Army Air Forces. Il combattit pendant la Seconde Guerre mondiale en tant que pilote dans le Pacifique. Packer a étudié dans ce qui est maintenant l'université d'État de Weber où il a rencontré son épouse, Donna Smith.
Boyd K. Packer est titulaire d’un baccalauréat et d’une maîtrise de l'université d'État de l'Utah et d’un Doctor of Education degree (Ed.D. or D.Ed.) de l'université Brigham Young.

## Service dans l’Église

### Premières responsabilités
Boyd K. Packer a travaillé comme superviseur assistant du programme de séminaire de l’Église auprès des Indiens (Natifs Américains) avant d’être appelé comme  Autorité Générale. Il a également servi comme administrateur général adjoint de séminaires et d'instituts. En 1961, il est devenu Assistant au Collège des douze apôtres. À ce titre, il a été appelé à servir en tant que président de mission en Nouvelle-Angleterre. Il a également siégé pour un temps comme directeur général du comité des relations militaires de l’Église.

### Collège des douze apôtres
En avril 1970, à 45 ans, Boyd K. Packer a été ordonné Apôtre de l’Église. Le 12 septembre 1991, il a dédicacé l’Ukraine à la prédication de l’Évangile restauré.
Packer a servi comme conseiller auprès du 'Genesis Group'. Il est remarqué comme étant celui qui a ordonné la première personne d'ascendance africaine à l’office de « grand prêtre ». On lui attribue d'avoir proposé de chanter un hymne pour chasser les mauvaises pensées.
Le seul temple que Boyd K. Packer ait dédicacé est le Temple Regina Saskatchewan. Dans l’une des sessions de dédicace en langue espagnole du Temple de San Diego Californie, il a lu la prière de dédicace.
Boyd K. Packer obtint le microfilmage de documents généalogiques pour l’Église par le biais de la Société généalogique d'Utah. En 1977, il fut une des personnes clés dans l'obtention du microfilmage de dossiers de Natifs-Américains dans les centres d’archives fédérales de Los Angeles, Fort Worth, Seattle et Kansas City. La même année, il s’est investi dans les négociations avec des archivistes et des universitaires à Jérusalem pour microfilmer les archives juives.

### Président du Collège des douze apôtres
Quand Howard W. Hunter, qui avait été président du Collège des douze apôtres, succéda au président de l’Église en 1994, il appela ses conseillers Gordon B. Hinckley et Thomas S. Monson, qui étaient les deux seuls apôtres plus anciens que Boyd K. Packer. De ce fait, ce dernier fut appelé président suppléant du Collège des Douze. Quand Howard W. Hunter décéda en 1995 et que Gordon B. Hinckley lui succéda, Thomas S. Monson resta dans la Première Présidence et Boyd K. Packer fut de nouveau appelé comme président suppléant du Collège des Douze. Quand Gordon B. Hinckley décéda le 27 janvier 2008 et que Thomas S. Monson, devint président de l’Église, le 3 février 2008, Boyd K. Packer devint le nouveau président du Collège des Douze.

### Arts et culte
Packer a parlé de la dynamique entre les arts et le culte à l’Église. Il a également suggéré aux organistes et pianistes jouant le prélude musical lors des services de culte de se concentrer sur les hymnes plutôt que sur la musique classique afin de mieux préparer l’assemblée à ressentir l'Esprit. Boyd  K. Packer a illustré deux livres publiés dans les années 1970 : Mothers  (Mères) (1977) et Teach Ye Diligently (Enseigne-moi diligemment) (1979). Le Musée d'Histoire de l'Église, bien que s’agissant du travail d'un amateur, a exposé des peintures et sculptures sur la faune et la flore de Boyd K. Packer en 2003 et 2004.

## Publications
- Service du Temple : l’un des livres les plus populaires de Boyd K. Packer[15]  est  The Holy Temple  (le Saint Temple)[16]. Ce livre donne une description de la doctrine de l'Église sur le temple et explique aussi l'importance d’écrire son histoire familiale.
- Mothers (1977), illustré par Boyd K. Packer
- Teach Ye Diligently (1979), illustré par Boyd K. Packer
- Let Not Your Heart Be Troubled.